# 無増悪生存期間
無増悪生存期間（Progression Free Survival；PFS）とは、「がん等の病気の治療中および治療後に、患者がその病気と共存しながらも悪化しない期間」を意味する。疾患の悪化が見られた場合、進行確認日の前回の検査日がエンドポイントとされる。また、観察期間中に他の原因で死亡した症例もエンドポイントに含め、最終生存確認日を採用する。腫瘍学において、PFSは多くの場合、臨床検査、放射線検査、または臨床的に証明された腫瘍が存在する状況を指す。一方で、無病生存期間（Disease-free survival；DFS）とは、患者が治療を受けた後、検出可能な疾患がない状態の期間を指す。
無増悪期間（Time to progression；TTP）は、PFSとほぼ同等であるが、他の原因で死亡した患者を除外する。米国FDAはPFSを推奨している。

## 用法
PFSは、腫瘍学における代替エンドポイントとして広く用いられている。通常、進行した疾患に対する治療の結果を分析する際に使用される。PFSのイベントは、病勢進行または患者の死亡（死因は不問）である。「病勢進行」の定義には、一般的に画像診断技術（単純X線、CT、MRI、PET、超音波）等が用いられる。「病勢進行」が生化学的に、腫瘍マーカー（上皮性卵巣癌のCA125や前立腺癌のPSAなど）の増加に基づいて定義される事がある。臨床試験では、何がPFSの“イベント”を正確に構成するか（イベントとは、疾患の進行または死亡の何れかである）は、疾患の種類や試験における治療の毒性学的特性によって異なる可能性があるが、これは一般的に、試験が患者を登録する前に試験プロトコルで定義される。  
2019年現在、病変の放射線学的評価は、RECIST基準に基づいて定義される。進行は、新たな病変の出現や、他の病変における明らかな進行（サイズの増加や周辺組織への病変の拡大など）によるものもある。
無増悪生存期間は、全生存期間（Overall survival；OS）の代替として用いられる事もある。がんによっては、PFSとOSが厳密に関連している場合もあるが、そうでない場合もある。

## 特性
PFSの定義は、観察開始から病勢進行が検出された日までの日数である。OSよりもPFSを測定することの利点は、通常PFSが死亡よりも早く確定する為、迅速な試験が可能になる事である。また、PFSでは、痛み、臓器障害、日常生活への支障など、死亡に至らない程度の疾患や治療法が、生存中の患者に与える影響をより深く理解出来る。 
有効性の証明や規制当局の承認のためにPFSを使用することは、議論の余地がある。PFSは、がん治療薬の無作為化比較試験における臨床評価項目としてよく用いられる。PFSは、英国国立医療技術評価機構や米国食品医薬品局ががん治療の有効性を評価する際に頻繁に使用する指標である。 
PFSが改善しても、それに応じて全生存期間が改善するとは限らず、 特に転移性固形癌を治療する薬剤の臨床試験において無増悪生存期間（PFS）を主要評価項目とする事は、PFSが単なる測定可能な評価項目であり、総合的な生活の質や全生存期間の様な、より意義の高い結果を捉える事が出来ない点から不適切であると指摘されている。（マクナマラの誤謬）

## その他の生存期間

### 無病生存期間／無再発生存期間
無病生存期間（Disease-free survival；DFS）とは、根治治療後、病変が検出されず生存している状態の期間を指す。
無再発生存期間（Relapse-free survival；RFS）とは、患者が治療を受けた後、当該疾患が再発せず生存している状態の期間を指す。
無病生存期間は、通常、手術や手術+補助療法など、患者が見かけ上無病状態になる様な限局性疾患に対する治療の結果を分析する為に使用される。無病生存期間では、死亡ではなく再発が問題となる。再発した患者はまだ生存しているが、もはや無病ではない。生存曲線において全ての患者が死亡する訳ではないのと同様に、「無病生存曲線」においても、すべての患者が再発するわけではなく、研究の最大追跡期間後に再発しなかった患者を表す最終的なプラトーが存在する場合がある。

### 無転移生存期間／無遠隔転移生存期間
無転移生存期間（Metastasis-free survival；MFS）とは、所属リンパ節転移巣または遠隔転移巣が検出されず生存している状態の期間を指す。
無遠隔転移生存期間（Distant metastasis–free survival；DMFS）とは、遠隔転移巣が検出されず生存している状態の期間を指す。

### 無イベント生存期間
無イベント生存期間（Event-free survival；EFS）とは、病勢進行、再発、有害事象等、予め定められたイベントが起こらずにいる期間である。

### 全生存期間
全生存期間（Overall survival；OS）とは、疾患の状態に拘わらず、また、死因に拘わらず、患者が死亡するまでの期間を指す。臨床的判断を伴わず、堅牢なエンドポイント（評価者間で差が生じない）とされる。